# هاسر (ألبرتا)
هاسر (بالإنجليزية: Hussar, Alberta)‏ هي قرية تقع في كندا في ألبرتا. يقدر عدد سكانها بـ 176 نسمة ومساحتها 0.99 كم2 وترتفع عن سطح البحر 910 متر.